# Jutta Fastian

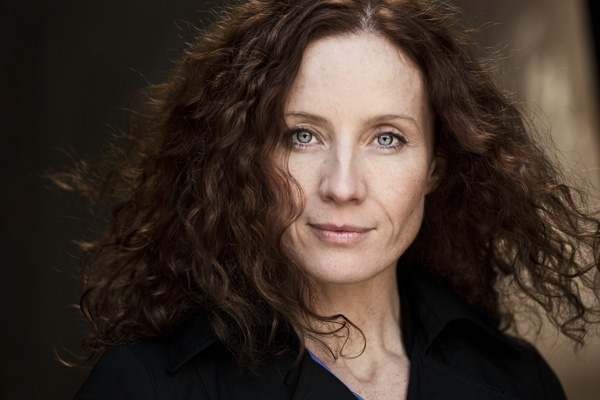
Jutta Fastian (2011)

Jutta Fastian (* 18. März 1969 in Paternion, Kärnten; geb. Jutta Unterlercher) ist eine österreichische Theater- und Fernsehschauspielerin.

## Leben und Karriere
Jutta Fastian ist in Lammersdorf am Millstätter Berg über dem Millstätter See in Kärnten als Älteste von vier Schwestern aufgewachsen. Der langjährige Partner von Fastian ist der Musiker, Produzent und Labelbetreiber Herwig Zamernik.
Fastian absolvierte von 1987 bis 1988 ein Schauspielstudium an der Schauspielschule Krauss in Wien und von 1989 bis 1992 am Konservatorium der Stadt Wien. Sie spielte unter anderem auf Theaterbühnen in Wien, Bregenz, Klagenfurt, Köln, Graz und Los Angeles. Daneben war sie in zahlreichen Film- und Serienrollen zu sehen, etwa in der Rolle der Carolin Gräfin von Anstetten in der ARD-Soap Verbotene Liebe, die sie zwei Jahre lang spielte.
Fastian lebt in Berlin und Wien.

## Filmografie
- 1993: Donauprinzessin (Fernsehserie)
- 1997: Blutrausch
- 1998: Wer liebt, dem wachsen Flügel
- 1998–2000, 2005: Verbotene Liebe (Fernsehserie, 473 Folgen)
- 2000: Komm, süßer Tod
- 2001: Hinter Gittern – Der Frauenknast (Fernsehserie, Folge: Wahnsinnig verliebt)
- 2002: Aus lauter Liebe zu dir
- 2003: Bei aller Liebe (Fernsehserie, 10 Folgen)
- 2003–2007: In aller Freundschaft (Fernsehserie, 2 Folgen, verschiedene Rollen)
- 2004: Trautmann (Fernsehreihe, 1 Folge)
- 2004–2016: SOKO München (Fernsehserie, 3 Folgen, verschiedene Rollen)
- 2005: Nikola (Fernsehserie, 1 Folge)
- 2006–2013: Die Rosenheim-Cops (Fernsehserie, 3 Folgen, verschiedene Rollen)
- 2007: Unser Charly (Fernsehserie, 1 Folge)
- 2007: Der Arzt vom Wörthersee (Fernsehreihe)
- 2007: Tatort: Racheengel (Fernsehreihe)
- 2008: Giacomo Puccini – Die dunkle Seite des Mondes
- 2009: Tatort: Der Gesang der toten Dinge
- 2010: Tatort: Im Netz der Lügen
- 2010: Unsere Farm in Irland – Rätselraten
- 2010–2017: SOKO Kitzbühel (Fernsehserie, 2 Folgen, verschiedene Rollen)
- 2010: Da kommt Kalle (Fernsehserie, Folge: Schnuppermassage)
- 2010: Der Film Deines Lebens
- 2012: SOKO Leipzig (Fernsehserie, Folge: Tod eines Lehrers)
- 2012: Heiter bis tödlich: Fuchs und Gans (Fernsehserie, Folge: Die Erbin)
- 2012: CopStories (Fernsehserie, 1 Folge)
- 2012: Notruf Hafenkante (Fernsehserie, Folge: High Heels)
- 2014: Dating Daisy (durchgehende Hauptrolle)[8]
- 2015: Die weiße Schlange
- 2015: Die Informantin
- 2015: Kommissarin Heller: Hitzschlag
- 2016: Nirwana Blüte (Kurzfilm)
- 2016–2017, 2018: Rote Rosen (Fernsehserie, 96 Folgen)
- 2017: Die Akte Nero
- 2017–2021: SOKO Donau (Fernsehserie, 2 Folgen, verschiedene Rollen)
- 2017: 10 Tage im April – Luther in Worms
- 2018: Familie Dr. Kleist (Fernsehserie, 1 Folge)
- 2018: Magda macht das schon! (Fernsehserie, 1 Folge)
- 2020: Landkrimi – Waidmannsdank (Fernsehreihe)
- 2020: Tatort: Unten (Fernsehreihe)[9]
- 2021: SOKO Stuttgart (Fernsehserie, Folge: #Metoo)
- 2021: Meiberger – Mörderisches Klassentreffen (Fernsehfilm)
- 2022: SOKO Linz (Fernsehserie, Folge: Schöpfung 2.0)
- 2022: SOKO Köln: Der schöne Richard (Fernsehserie)
- 2023: Die Toten vom Bodensee – Nemesis (Fernsehreihe)
- 2023: Am Ende – Die Macht der Kränkung (Fernsehserie)
- 2024: Landkrimi – Bis in die Seele ist mir kalt (Fernsehreihe)[10]
- 2024: Servus, Euer Ehren – Endlich Richterin (Fernsehreihe)
- 2024: Die Macht der Kränkung (Fernsehreihe)[11]
- 2025: Wie man normal ist und die Merkwürdigkeiten der anderen Welt (How to Be Normal and the Oddness of the Other World)
- 2025: Alpentod – Ein Bergland-Krimi: Gemeinsame Ziele (Fernsehreihe)
- 2025: Auf der Walz – Drei Jahre und ein Tag (Fernsehfilm)